# 贵州历史
贵州是古人类发祥地之一，远古人类化石和远古文化遗存发现颇多。不少中国南方主要的旧石器时代文化遗址都是在贵州境内发现的。贵州建省建於1413年，從中國歷史而言屬較後期，但是贵州在云贵高原的历史可以追溯得更远。

## 先秦时代
- 春秋(公元前770—前476年)以前，贵州为荆州西南裔。属于“荆楚”或“南蛮”之一部。
- 春秋时期，当时在今贵州境内有牂牁(音zāng kē)古国，其政治中心叫夜郎邑（今安顺一带），并与中原有交往。
- 春秋末期，牂牁北部领土，仍以夜郎邑为中心，定国号为“夜郎”[2]
- 战国时期  归属南夷夜郎国。战国中后期，楚国往西南扩张，今贵州地为楚国的黔中地方，地域面积在今贵州沿河到榕江以东，包括铜仁地区和黔东南部分县。

## 秦汉时代
- 秦始皇统一中国后，贵州分属巴郡、蜀郡、黔中郡和象郡管辖。
- 东、西汉朝时期，由牂牁郡所辖。[3]
- 公元前122年，汉武帝派王然于、吕越人等出使滇国和夜郎。滇王向使者询问汉之疆域曰：“汉孰与我大？”汉使到了夜郎，夜郎王也问了同样的话，惹得汉使捧腹大笑，这便留下了“夜郎自大”的典故。[4]

## 两晋南北朝时代
- 南北朝时，贵州地大多属于南朝管辖。在577年北周南征后，北周控制了包括贵州在内的陈朝西部，为隋朝再次统一南北奠定了基础。

## 隋唐五代
- 隋朝统一中国本部后，在黔北建立了明阳、牂牁二郡，但仅存在38年。
- 唐朝曾在此设黔中道，建黔州郡，设黔州都督府，属于矩州。
- 五代十国时期（公元907～960年间）， 贵州与中原各朝的关系比较疏远，与邻近的前蜀、后蜀、楚、南汉及大理国等多有隶属关系，黔北属于蜀国势力范围，黔东及黔南属于楚国，黔西多附于大理国。因巴蜀、荆楚割据西南，故贵州与中原几乎没有往来。

## 宋元
- “贵州”名称，始于宋朝。公元974年，土著首领普贵以控制的矩州归顺，宋朝在敕书中有：“惟尔贵州，远在要荒”一语，这是以贵州之名称此地区的最早记载。宋朝曾短期在广西北部和贵州南部榕江、从江等地设置黔南路。
- 元朝时，贵州大部属于湖广等处行中书省。其他地方实行土司制度，设立八番顺元宣慰司都元帅府于贵阳，仍然称作贵州，但元朝统治者称顺元城。

## 明朝
- 洪武年間，彝族女土司奢香設龙场九驿。[5][6]
- 永乐十一年（1413年）设置贵州承宣布政使，正式建制为省，以贵州为省名。[7]
- 贵州的历史总离不开一个“黔”字，代代相同，直至贵州建省。这就是贵州简称“黔”的由来，而「滇」字亦由此前泛指今日雲南省與貴州省境域縮窄為後來專指今日僅雲南省境域。[1]

## 清朝
参见：鄂尔泰
- 清朝雍正時征服贵州東南部，稱為新闢苗疆，亦稱新疆[8]，雍正七年（1729年）在台江、雷山、剑河、丹寨、麻江、榕江等縣建立新疆六厅。1726年至1731年在贵州实行"改土归流"。 在全省普遍推行府、厅、州、县的行政建置，官吏由朝廷委派，废除土司制度。清朝时贵州的疆域基本形成。

## 近现代
- 1935年1月15日至17日，红一方面军长征途中占领了贵州遵义，於是順道於當地举行會議，地點在遵义城琵琶桥（后改名子尹路、又改称红旗路）东侧87号。会议改变了原来的三人团（博古、李德、周恩来）领导，增补毛泽东为中共中央政治局常委，形成了张闻天、周恩来、毛泽东等人的新领导集体，毛泽东恢复了对红军的指挥权。遵义会议被中国共产党称为中国革命的转折点之一，贵州从而从为中国革命老区之一。

## 现当代
- 1960年代三线建设（将工厂搬到京广铁路以西、长城以南、韶关以北内陆地区）时期，修通了联系贵州与内地的铁路，1966年贵昆铁路通车。